# 刘瑞方
刘瑞方（1915年—1996年），男，天津人，中华人民共和国军事人物，中国人民解放军少将，曾任兰州军区政治部主任。